# Thomas Ceccon
Thomas Ceccon, né le 27 janvier 2001 à Thiene, est un nageur italien.
Spécialiste des épreuves de sprint en nage libre et en dos, il est un des meilleurs juniors du monde. Il est notamment champion olympique du 50 m nage libre junior, quadruple médaillé olympique (50 et 100 m dos, 4 × 100 m NL) et double champion européen junior (50 m et 100 m dos). 

## Palmarès

### Jeux olympiques
- Jeux olympiques d'été de 2020 à Tokyo (Japon) :
  -  Médaille d'argent du relais 4 × 100  m nage libre
  -  Médaille de bronze du relais 4 × 100 m quatre nages
- Jeux olympiques d'été de 2024 à Paris :
  -  Médaille d’or du 100 m dos.
  -  Médaille de bronze du relais 4 × 100 m nage libre.

### Championnats du monde

#### Grand bassin
- Championnats du monde 2022 à Budapest (Hongrie)[1] :
  -  Médaille d'or du 100 m dos
  -  Médaille d'or du relais 4 × 100 m quatre nages
  -  Médaille de bronze du relais 4 × 100 m nage libre

- Championnats du monde 2023 à Fukuoka (Japon) :
  -  Médaille d'or du 50 m papillon[2]
  -  Médaille d'argent du 100 m dos[3]
  -  Médaille d'argent du relais 4 × 100 m nage libre[4]

- Championnats du monde 2025 à Singapour :
  -  Médaille d'argent du 100 m dos
  -  Médaille d'argent du relais 4 × 100 m nage libre
  -  Médaille de bronze du 50 m papillon

#### Petit bassin
- Championnats du monde 2021 à Abu Dhabi (Émirats Arabes Unis) :
  -  Médaille d'or du relais 4 × 100 m quatre nages
  -  Médaille d'argent du relais 4 × 100 m nage libre
  -  Médaille de bronze du 100 m quatre nages
  -  Médaille de bronze du relais 4 × 50 m quatre nages

- Championnats du monde 2022 à Melbourne (Australie) :
  -  Médaille d'or du 100 m quatre nages
  -  Médaille d'or du relais 4 × 50 m quatre nages
  -  Médaille d'or du relais 4 × 100 m nage libre
  -  Médaille d'argent du relais 4 × 50 m nage libre
  -  Médaille de bronze du relais 4 × 200 m nage libre
  -  Médaille de bronze du relais 4 × 100 m quatre nages